# Amalie Materna
Amalie Materna (născută Amalia, mai târziu Amalie Friedrich-Materna) (n. 10 iulie 1844, Sankt Georgen an der Stiefing⁠(d), Stiria, Austria – d. 18 ianuarie 1918, Viena, Austro-Ungaria) a fost o soprană de operă austriacă. În afară că a avut o voce faimoasă, Materna a menținut, de asemenea, un timbru vocal tânăr și strălucitor de-a lungul carierei sale, care s-a întins pe trei decenii. Este cel mai bine cunoscută astăzi pentru că a avut mai multe roluri în operele lui Richard Wagner, în prima interpretare completă a seriei Inelul Nibelungilor la Bayreuth (1876) și la Berlin la Teatrul Victoria (1881). Un alt rol notabil al ei a fost Kundry din Parsifal.

## Carieră
Materna  a studiat la școala de muzică din Graz, apoi a debutat în opera profesională la Teatrul Thalia din Graz în 1865. Ea s-a căsătorit în același an cu Karl Friedrich, un actor. Ea s-a logodit cu acesta în perioada când a cântat operete în teatrele de suburbie din apropierea Vienei și la Carltheater în Viena. A debutat la Opera de Stat din Viena în 1869, când a cântat rolul Selika în L'Africaine. A devenit repede populară și o interpretă obișnuită la Opera din Viena pentru următorii 25 de ani. Printre performanțele ei notabile se numără Amneris (fiica regelui Egiptului) în prima reprezentație din Viena a operei lui Giuseppe Verdi, Aida (în 1874), precum și rolul principal la premiera operei Die Königin von Saba de Karl Goldmark (la 10 martie 1875). 
Materna a fost, probabil, cel mai admirată pentru interpretările sale ale operelor lui Richard Wagner. Ea a cântat rolul prințesei Brünnhilde în prima interpretare completă a seriei Inelul Nibelungilor la Bayreuth (1876), apărând și în primele spectacole de la Viena ale operelor Die Walküre (1877) și Siegfried (1878) și în prima interpretare completă a seriei Inelul Nibelungilor la Berlin la Teatrul Victoria (1881). În 1882, ea a primit rolul lui Kundry din Parsifal la Bayreuth, repetând rolul acolo la fiecare festival până în 1891. 
În 1884, Materna a vizitat Statele Unite împreună cu Hermann Winkelmann și Emil Scaria. Ea s-a alăturat listei de la Opera Metropolitană în anul următor, debutând pe 5 ianuarie 1885 ca Elisabeta în Tannhäuser. Printre celelalte roluri de la Opera Metropolitană se numără: Valentine în Les Huguenots, Rachel în La juive și Brünnhilde în Die Walküre. Scriind în The New York Times, W. J. Henderson a descris-o pe Brünnhilde drept „o portretizare a celebrității la nivel mondial."
Ea a revenit la Viena mai târziu în 1885 și a apărut în numeroase producții acolo pentru următorii nouă ani. Spectacolul ei final la Viena a fost ca Elisabeth la 31 decembrie 1894. După pensionare, a avut o ultimă apariție publică în 1913, cântând rolul lui Kundry din Parsifal  la un concert care comemora centenarul nașterii lui Wagner.